# T-64
O T-64 é um tanque de guerra soviético, introduzido no início dos anos 1960. Foi usado apenas pelo exército soviético em suas divisões de linha de frente e foi uma contrapartida mais avançada para o T-62. Apesar de o T-62 e do famoso T-72 terem uma  utilização muito mais ampla e mais desenvolvida, foi o T-64 que inspirou os tanques soviéticos mais modernos como o T-80 e T-90.

## Descrição
A família T-64/T-80 foi uma família de veículos blindados soviéticos, onde se tentaram introduzir as novas tecnologias em desenvolvimento na URSS durante os anos 60, com o objectivo de garantir que a URSS teria o mais sofisticado carro de combate no teatro de guerra na Europa.
O T-64 foi produzido nas fábricas soviéticas de Omsk e também na Ucrânia. O T-64 foi durante os anos 60 e 70, o mais sofisticado carro de combate da União Soviética.
No ano de 1976 foi lançado o T-64B, que se caracterizou pelos novos sistemas ópticos capacidade para combate noturno. Na totalidade foram produzidos 16.000 tanques T-64 nas suas várias versões. No inicio dos anos 80, uma nova versão derivada começou a ser estudada e foi apresentada como T-80. Este veículo passou então a deter a classificação de mais sofisticado carro de combate soviético nos anos 80.
Com um motor de turbina e uma quantidade de novidades, como um novo canhão e sistemas sofisticados de tiro como telemetro a laser além de melhor blindagem, o T-80 foi a resposta da fábrica de Karkhov, aos engenheiros russos da fábrica da Sibéria que tinham apresentado o tanque T-72, como solução mais barata e mais prática que o T-64.
O T-64 não chegou a ser exportado, por ser caro e complicado de manter, mas o T-80 conseguiu alguns sucessos de exportação. O T-64 constituiu uma tentativa de produzir um carro de combate moderno, efetuando um corte com o anterior modelo T-55 / T-62.
Uma das mais distintas característica do T-64, era o seu novo sistema de suspensão, com seis pequenas rodas, bastante diferente do que até ali tinha sido comum desde o T-34 ao T-62. O tanque também possuía um sistema de carregamento automático, que reduziu a tripulação para apenas 3 homens.O T-64, é na prática o carro de combate que posteriormente resultou no T-80, (embora também tenha influenciado o T-72) e foi o principal e mais sofisticado carro de combate soviético durante o final dos anos 60 e anos 70.
Ele introduziu o novo canhão de 125mm que posteriormente passou a ser lei nos vários carros de combate soviéticos, além de nova e mais sofisticada blindagem e sistemas eletro-ópticos de controle de tiro e pontaria. A modernização do T-64, resultou no tanque T-80.

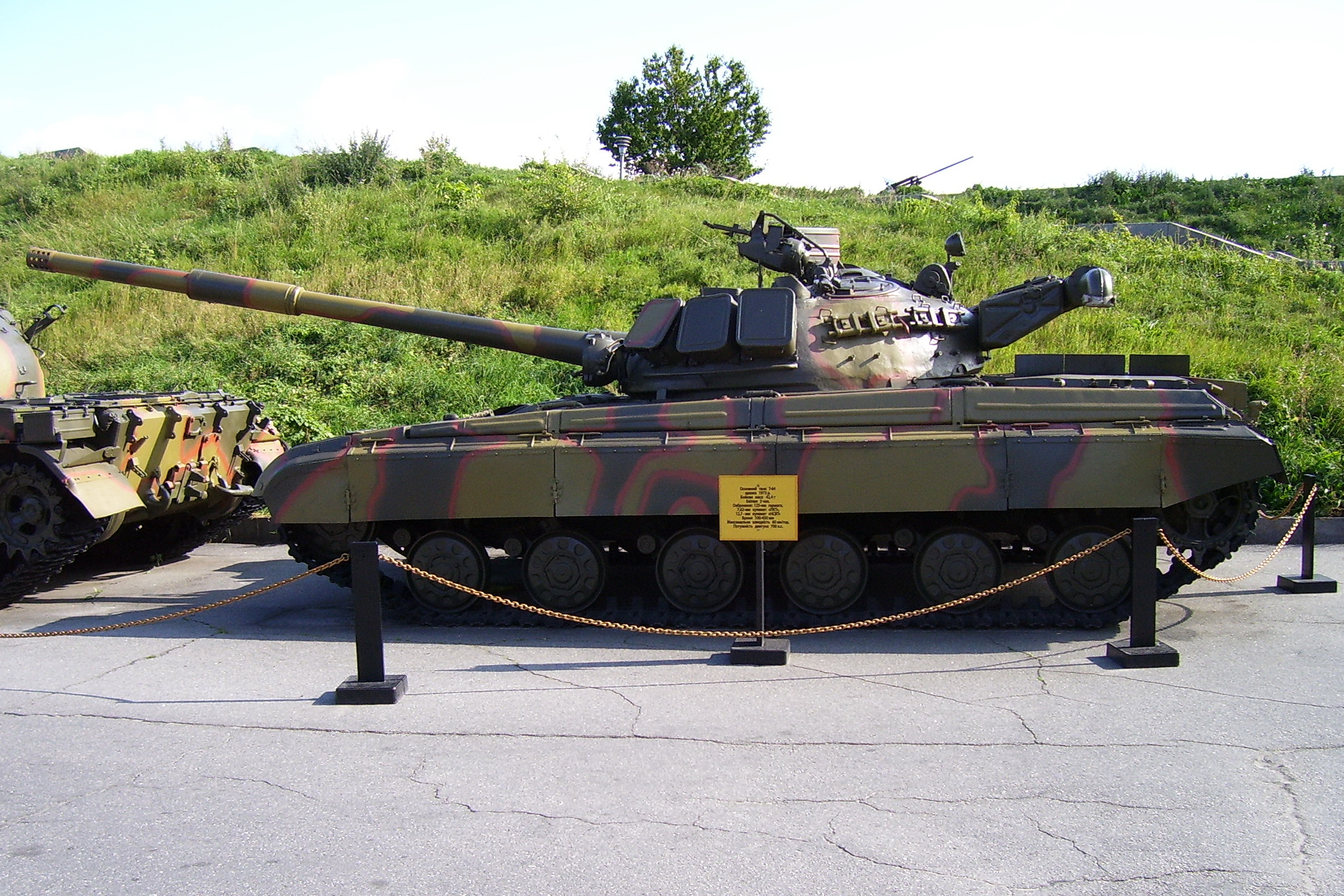
T-64 Objekt 447

## Utilizadores

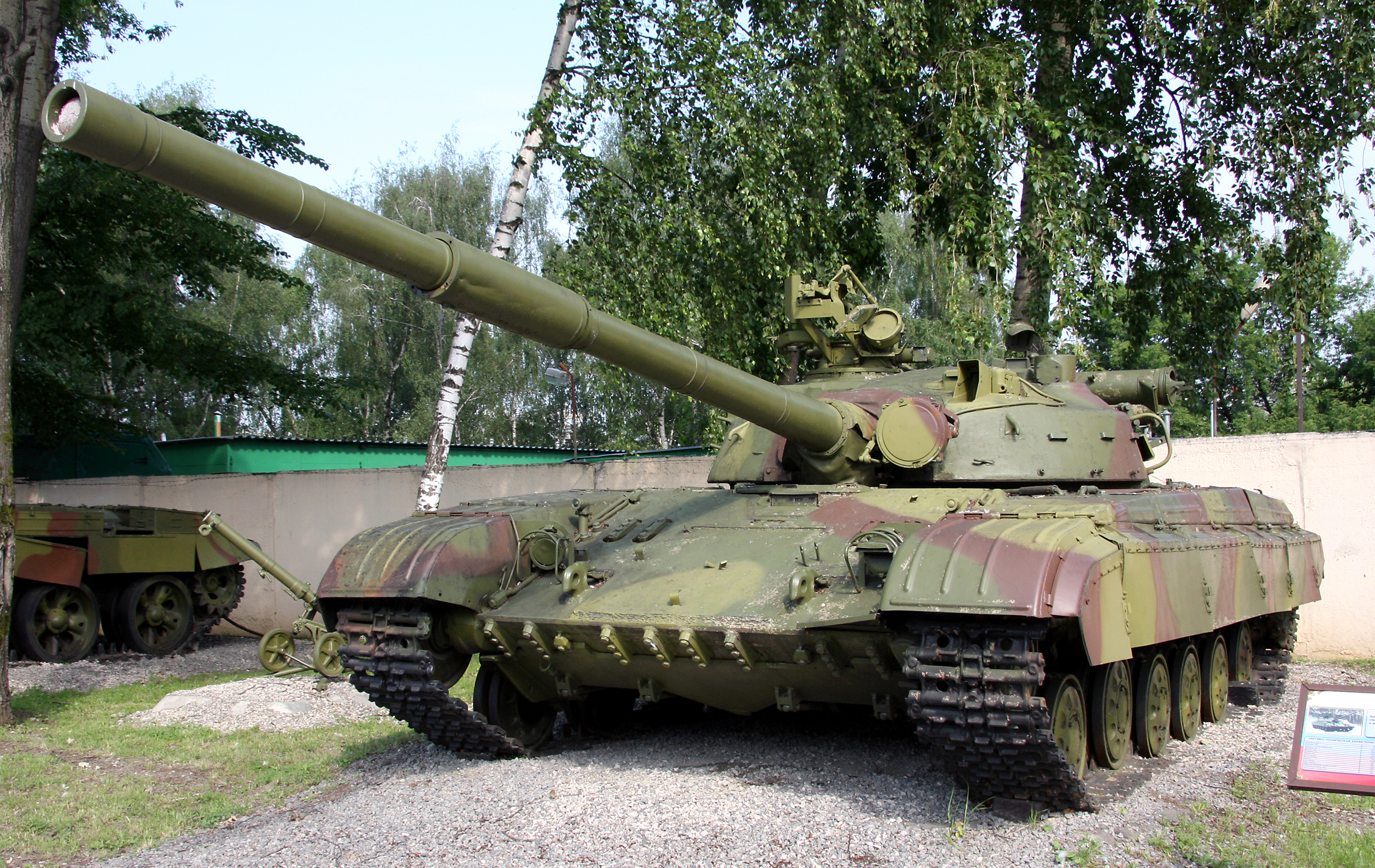
Um Т-64A russo.

- República Democrática do Congo – 25 tanques T-64BV-1 foram recebidos da Ucrânia em 2016.[1][2][3]
- Transnístria – 18 T-64BVs no serviço ativo.
- Rússia – aproximadamente 4 000 destes blindados estavam em serviço até 1995. Em 2014, Russia tinha removido pelo menos 2 000 T-64 do serviço ativo e acreditava-se que vários deles foram selecionados para serem desmontados,[4] de acordo com a OTAN[5] e o Departamento de Estado dos Estados Unidos.[6] Durante a Invasão da Ucrânia pela Rússia em 2022, vários T-64BVs ucranianos foram capturados pelos russos e usados por seu exército.[7][8]

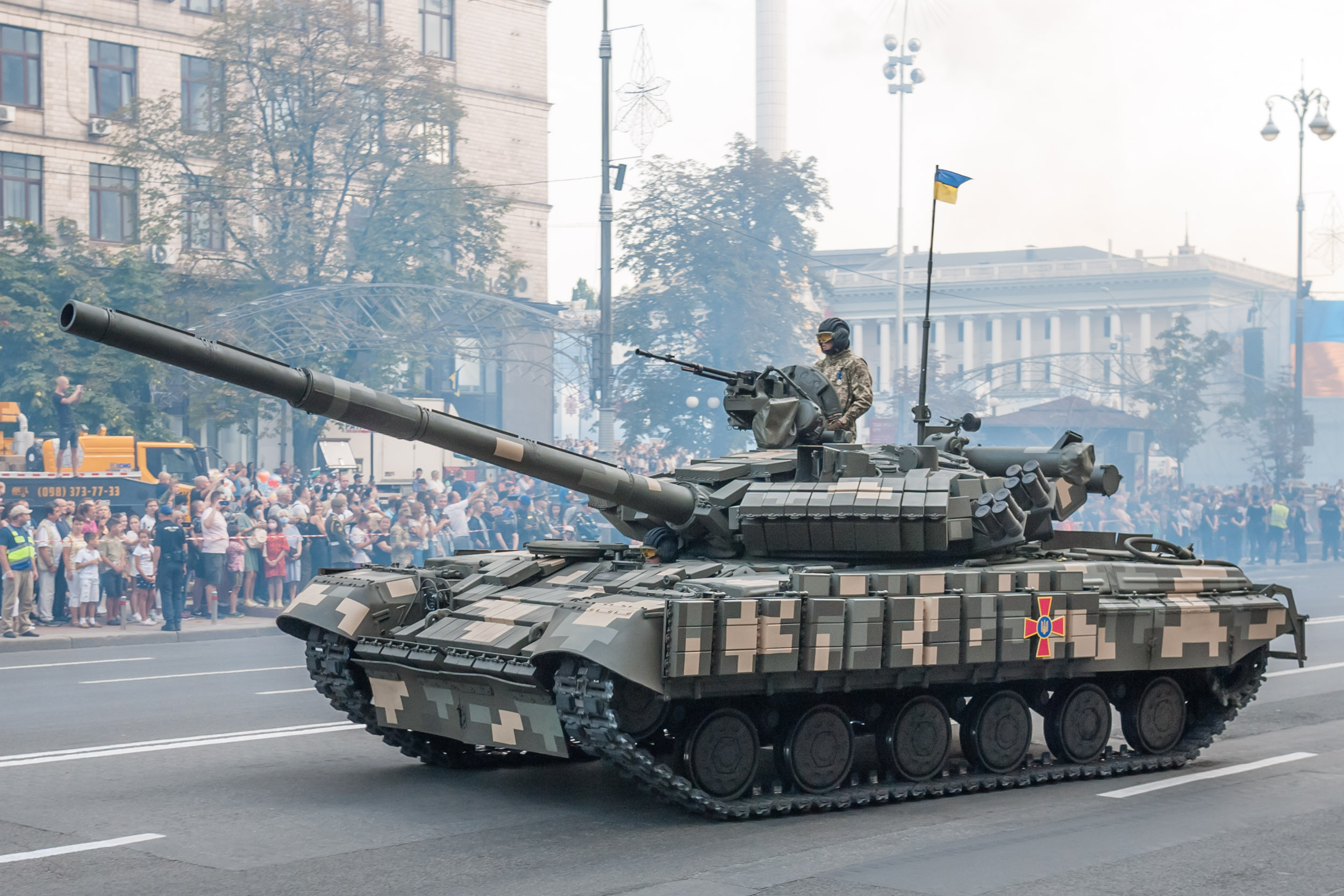
Um T-64BV ucraniano.

- Ucrânia – 2 345 estavam no serviço ativo em 1995, 2 277 em 2000 e 2 215 até 2005.[9] Atualmente, cerca de 800 estão prontos para serviço e mais de 1 000 estão em estoque, com 130 destes sendo modernizados para a variante T-64BM Bulat. Em agosto de 2019, a Fábrica de Veículos e Blindados de Kharkiv (KhBTZ) havia atualizado 150 T-64BV para o novo Modelo 2017 e a Fábrica de Blindados de Lviv (LBTZ) também começaram a fazer modificações nos T-64.[10] Em 2020, a Ucrânia tinha 720 T-64BV (Modelo 2017), T-64BM Bulat e T-64BV no serviço ativo, além de outros 578 T-64 em estoque na reserva.[11]
  -  República Popular de Donetsk – vários T-64B, T-64BV e T-64BM no serviço ativo em 2017.[8]
  -  República Popular de Luhansk – vários T-64B, T-64BV e T-64BM no serviço ativo em 2017.[8]
- Uzbequistão – 100 no serviço ativo em 2017.[12]

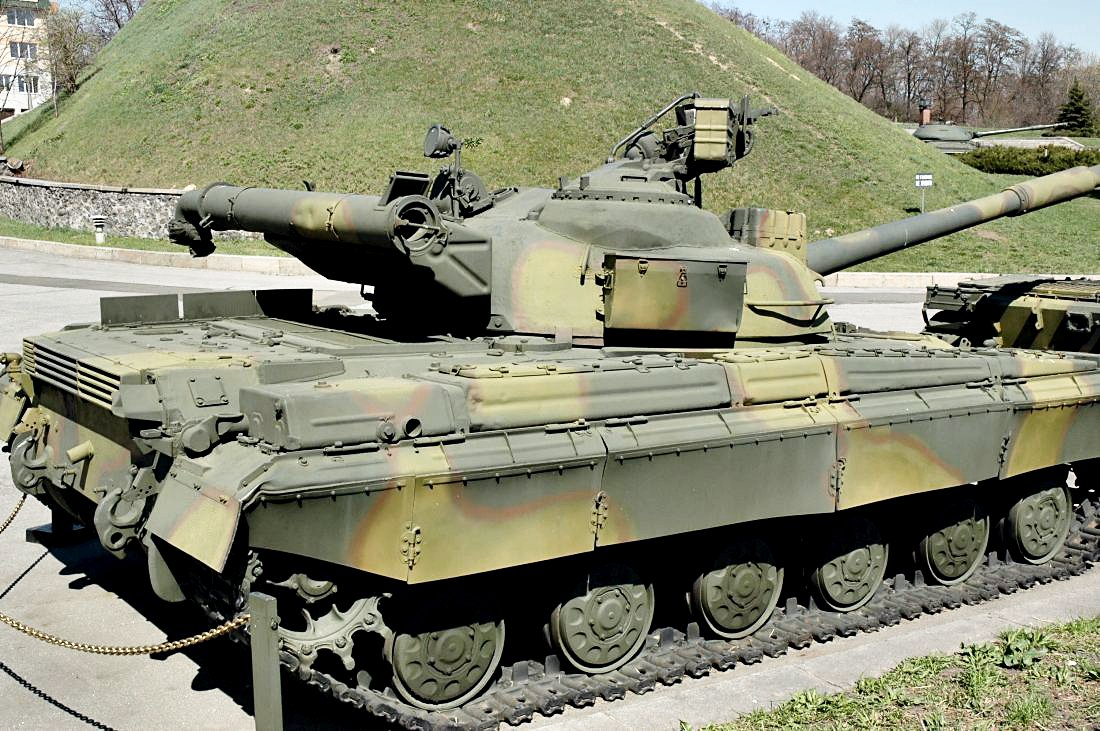
Torre característica do T-64

## Outras versões

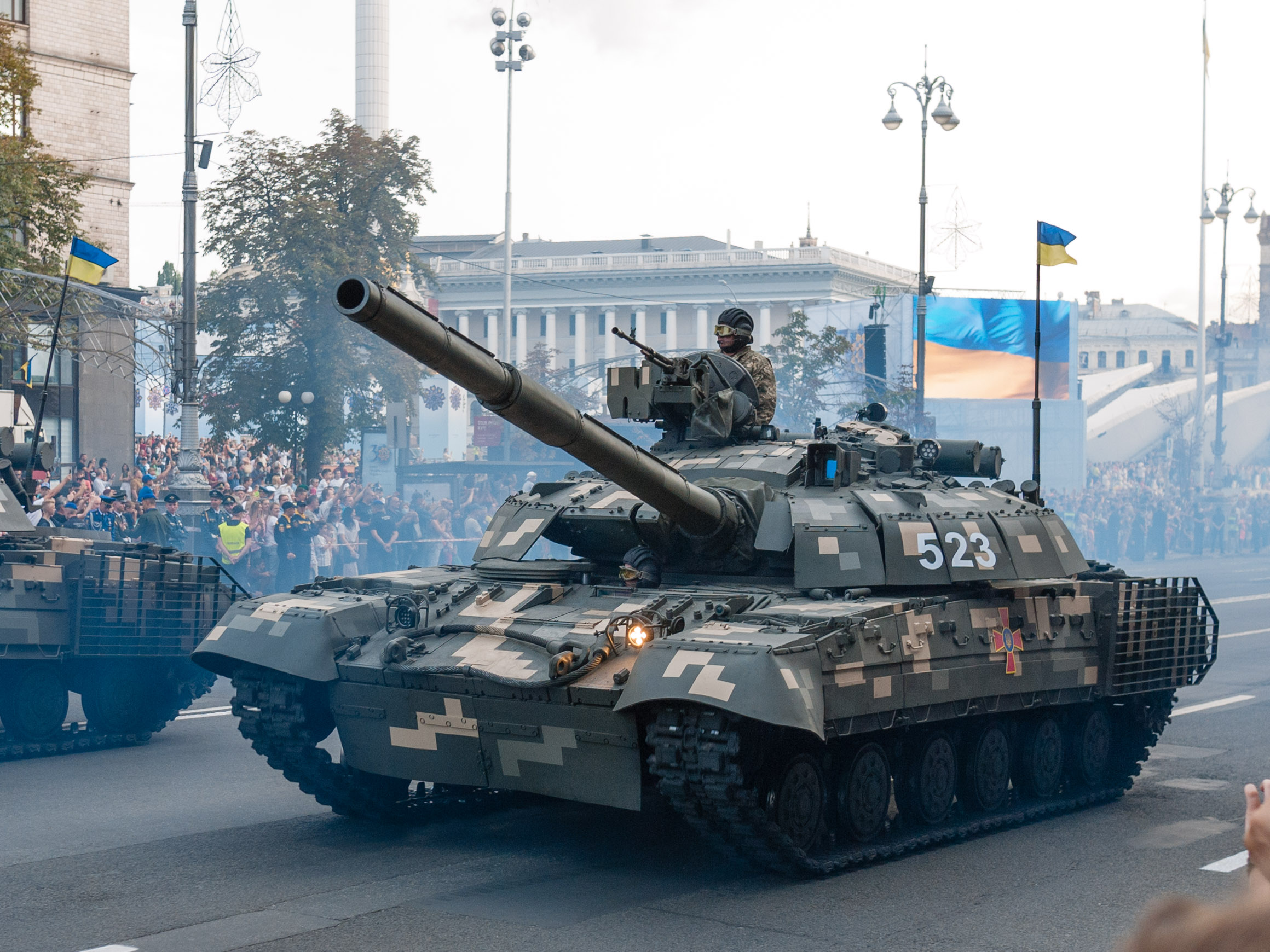
T-64BM Bulat ucranianos

- T-64R
- T-64A
- T-64T
- T-64AK
- T-64B
- T-64BM
- T-64BV
- T-64E
- T-Rex - conceito ucraniano T-64 com torreta não tripulada